# Hurt Yourself and the Ones You Love
Hurt Yourself and the Ones You Love è il settimo album in studio del gruppo black doom metal italiano Forgotten Tomb, pubblicato dall'etichetta discografica Agonia Records nel 2015.

## Tracce
1. Soulles Upheaval – 7:02
2. King of the Undesiderable – 6:17
3. Bad Dreams Come True – 7:20
4. Hurt Yourself and the Ones You Love – 7:34
5. Mislead The Snakes – 7:25
6. Dread The Sundown – 9:26
7. Swallow The Void – 5:32

## Formazione
- Ferdinando "Herr Morbid" Marchisio - voce, chitarra
- A. - chitarra
- Alessandro "Algol" Comerio - basso
- Asher - batteria